# Plusidia amurensis
Plusidia amurensis är en fjärilsart som beskrevs av Warren. Plusidia amurensis ingår i släktet Plusidia och familjen nattflyn. Inga underarter finns listade i Catalogue of Life.